# Lysøysund
Lysøysund er en landsby i Jøssund sogn i Bjugn kommune i Trøndelag fylke i Norge. Byen har 275 indbyggere indbyggere per 1. januar (2016), og ligger ved Lauvøyfjorden, på fastlandet i Lysøya, syd for indløbet til Åfjorden.
Stiftelsen Frohavet arrangerer Kystkulturdagene i Lysøysund, som afholdes hver august med forskellige temaer.

## Eksterne kilder og henvisninger
1. ↑  Statistisk sentralbyrå. «Tettsteder. Folkemengde og areal, etter kommune.». Besøgt 13. maj 2017.

- Stiftelsen Frohavet

63°53′3″N 9°52′35″Ø / 63.88417°N 9.87639°Ø